# Madame Eugénie Frémy
'Madame Eugénie Frémy' est un cultivar de rosier obtenu en 1884 et introduit au commerce en 1885 par le rosiériste français Eugène Verdier. Elle était fameuse au début du XXe siècle comme rose d'exposition. Cette variété classée dans la catégorie des hybrides remontants et peu répandue aujourd'hui est cependant toujours commercialisée.

## Description
'Madame Eugénie Frémy' présente un buisson érigé, entre 60 et 120 cm de hauteur, très vigoureux aux rameaux longs, d'un feuillage vert tendre. Ses fleurs sont grosses (26-40 pétales), ressemblant à celles de 'Paul Neyron', d'un rose vif aux revers des pétales montrant des reflets argentés. La floraison est remontante.
Sa zone de rusticité étant de 6b à 9b, elle résiste aux hivers froids.
Eugénie Frémy, née Boutron (1822-1893), était l'épouse d'Edmond Frémy (1814-1894), chimiste et directeur du Muséum d'histoire naturelle, président de l'Académie des sciences, et la fille du chimiste Antoine François Boutron Charlard.